# コーカサス

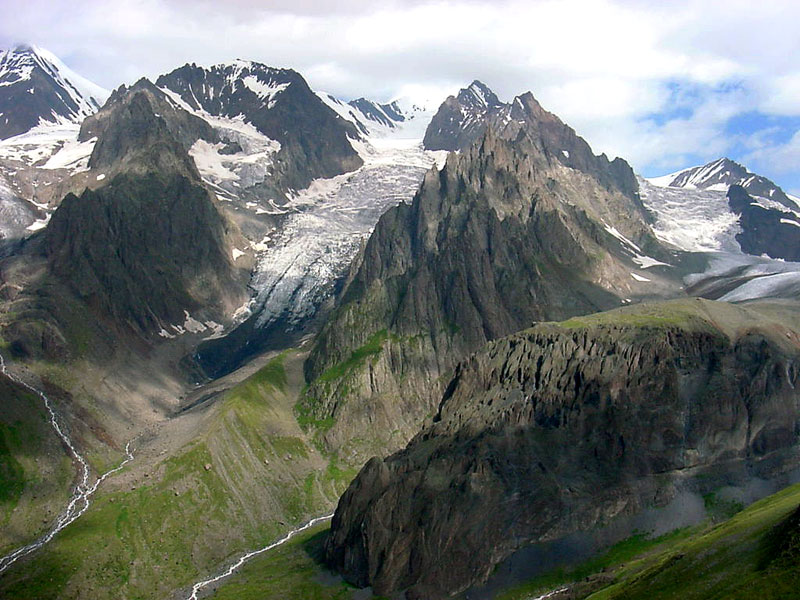
コーカサス山脈

コーカサス（英語: Caucasus）、またはカフカース、カフカス（ロシア語: Кавказ ラテン文字転写例: Kavkaz、グルジア語: კავკასია、アルメニア語: Կովկաս、アゼルバイジャン語: Qafqaz）は、黒海とカスピ海に挟まれたコーカサス山脈と、それを取り囲む低地からなる面積約44万km2の地域である。コーカサスの漢字表記は高加索。
英語のコーカサス、ロシア語のカフカースとも古代ギリシア語: Καύκασος （Kaukasos; カウカーソス）に由来する。「カウカーソス」自体は、プリニウス『博物誌』によるとスキタイ語のクロウカシス（白い雪）に由来するとされる。
コーカサス山脈を南北の境界として北コーカサスと南コーカサス（ザカフカジエ、ザカフカース、トランスカフカス、外カフカース）に分かれる。北コーカサスはロシア連邦領の北カフカース連邦管区および南部連邦管区に属する諸共和国となっており、南コーカサスは旧ソ連から独立した3共和国からなる。北コーカサス（ロシア）はヨーロッパに区分され、南コーカサスは西アジアに区分されることもあるが、ヨーロッパに区分されることもある。
全体的に山がちな地形で、山あいには様々な言語、文化、宗教をもった民族集団が複雑に入り組んで暮らしており、地球上でもっとも民族的に多様な地域であるとされる。

## コーカサスの国々

コーカサスの境界図

北コーカサス
-  ロシア 北カフカース連邦管区
  -  ダゲスタン共和国
  -  北オセチア共和国
  -  カバルダ・バルカル共和国
  -  カラチャイ・チェルケス共和国
  -  イングーシ共和国
  -  チェチェン共和国
  -  スタヴロポリ地方

- ロシア 南部連邦管区（一部）
  -  アディゲ共和国
  -  クラスノダール地方

南コーカサス
-  アゼルバイジャン共和国
  -  アルツァフ共和国（別称ナゴルノ・カラバフ共和国。現在は消滅している）

-  アルメニア共和国
-  ジョージア
  -  アブハジア共和国
  -  南オセチア共和国

厳密には、ロシア連邦クラスノダール地方のソチ周辺はコーカサス山脈の南、アゼルバイジャンのダヴァヒ県・クバ県・クサル県・シアザン県・ハヒマズ県・ヒジ県はコーカサス山脈の北に位置する。
アゼルバイジャンは飛地（画像ではアゼルバイジャン領とあるが飛地である）にナヒチェヴァン自治共和国をもつが、本土西部のナゴルノ・カラバフとその周辺地域は1992年から2023年まで「アルツァフ共和国」として、アルメニア系住民の支配下に置かれる形の独立状態になっていた。
ジョージアは南西部アジャリア、北西部アブハジアの2自治共和国と北東部の南オセチアを含むが、アブハジアと南オセチアはジョージア政府の統制がまったく及ばず、独立状態となっている。

### 独立国
| 国旗                 | 国章 | 国名                   | 首都     | 人口      | 面積 (km2) | 独立年                 | 民族 |
| -------------------- | ---- | ---------------------- | -------- | --------- | ---------- | ---------------------- | --- |
| アゼルバイジャンの旗 |      | アゼルバイジャン共和国 | バクー   | 9,383,700 | 86,600     | ソビエト連邦より1991年 | アゼルバイジャン人（91.6%）、レズギン人（2.02%）、アルメニア人（1.35%）、ロシア人（1.34%）、タリシュ人（1.26%）、その他（2.43%） |
| アルメニアの旗       |      | アルメニア共和国       | エレバン | 3,100,000 | 29,800     | ソビエト連邦より1991年 | アルメニア人（97.8%）、ヤズィーディー人（1.3%）、ロシア人（0.5%）、アッシリア人（0.1%）、クルド人（0.05%）、その他（2%）         |
| ジョージア (国)の旗  |      | ジョージア             | トビリシ | 4,260,000 | 69,700     | ソビエト連邦より1991年 | ジョージア人（83.8%）、アゼルバイジャン人（6.5%）、アルメニア人（5.7%）、ロシア人（1.5%）、オセット人（0.9%）、その他（1.8%）    |

### 事実上独立した地域
| 国旗                 | 国章 | 国名             | 首都           | 人口    | 面積 (km2) | 独立年～消滅年                              | 民族 |
| -------------------- | ---- | ---------------- | -------------- | ------- | ---------- | ------------------------------------------- | --- |
| アブハジアの旗       |      | アブハジア共和国 | スフミ         | 242,862 | 8,600      | ジョージアより（宣言）1992年 〜現在         | アブハズ人（50.7%）、グルジア人（19.2%）、アルメニア人（17.4%）、ロシア人（9.1%）、ギリシャ人（0.6%）、その他（3%）      |
| 南オセチアの旗       |      | 南オセチア共和国 | ツヒンヴァリ   | 55,000  | 3,900      | ジョージアより（宣言）1991年 ～現在         | オセット人（67.1%）、グルジア人（25.0%）、ロシア人（3.0%）、アルメニア人（1.3%）、ユダヤ人（0.9%）、その他（2.6%）       |
| アルツァフ共和国の旗 |      | アルツァフ共和国 | ステパナケルト | 144,700 | 4,400      | アゼルバイジャンより（宣言）1992年 〜2023年 | アルメニア人（99.74%）、ロシア人（0.12%）、ギリシャ人（0.02%）、ウクライナ人（0.02%）、グルジア人（0.01%）その他（0.1%） |

### 非独立地域
| 国旗・地方旗                     | 国章・地方紋章 | 国・地域名                   | 首都・首府     | 人口      | 面積 (km2) | 宗主国・領有国   | 民族 |
| -------------------------------- | -------------- | ---------------------------- | -------------- | --------- | ---------- | ---------------- | --- |
| アディゲ共和国の旗               |                | アディゲ共和国               | マイコープ     | 425,386   | 7,600      | ロシア連邦       | ロシア人（63.6%）、アディゲ人（25.8%）、アルメニア人（3.7%）、ウクライナ人（1.4%）、クルド人（1.1%）、その他（4.5%）                            |
| ダゲスタン共和国の旗             |                | ダゲスタン共和国             | マハチカラ     | 2,910,249 | 50,300     | ロシア連邦       | アヴァール人（29.4%）、ダルギン人（17.0%）、クムイク人（13.3%）、レズギン人（13.3%）、ラク人（5.6%）、その他（19.8%）                           |
| 北オセチア共和国の旗             |                | 北オセチア共和国             | ウラジカフカス | 712,980   | 8,000      | ロシア連邦       | オセット人（65.1%）、ロシア人（20.8%）、イングーシ人（4.0%）、アルメニア人（2.3%）、クムイク人（2.3%）、その他（5.5%）                          |
| カバルダ・バルカル共和国の旗     |                | カバルダ・バルカル共和国     | ナリチク       | 859,939   | 12,500     | ロシア連邦       | カバルダ人（57.2%）、ロシア人（22.5%）、バルカル人（12.7%）、トルコ人（1.6%）、オセット人（1.1%）、その他（5%）                                 |
| カラチャイ・チェルケス共和国の旗 |                | カラチャイ・チェルケス共和国 | チェルケスク   | 477,859   | 14,100     | ロシア連邦       | カラチャイ人（41.0%）、ロシア人（31.6%）、チェルケス人（11.9%）、アバザ人（7.8%）、ノガイ人（3.3%）、その他（4.4%）                             |
| イングーシ共和国の旗             |                | イングーシ共和国             | メガス         | 412,529   | 3,000      | ロシア連邦       | イングーシ人（93.46%）、チェチェン人（4.55%）、ロシア人（0.78%）、トルコ人（0.18%）、クムイク人（0.03%）、キスティ人（0.03%）、その他（0.97%）  |
| チェチェン共和国の旗             |                | チェチェン共和国             | グロズヌイ     | 1,268,989 | 17,300     | ロシア連邦       | チェチェン人（95.3%）、ロシア人（1.9%）、クムイク人（1.0%）、アヴァール人（0.4%）、ノガイ人（0.3%）、その他（1.2%）                             |
| アジャリア自治共和国の旗         |                | アジャリア自治共和国         | バトゥミ       | 393,700   | 2,900      | ジョージア       | グルジア人（93.38%）（内、アジャール人30%）、ロシア人（2.41%）、アルメニア人（2.35%）、ギリシャ人（0.58%）、アブハズ人（0.41%）、その他（0.5%） |
| ナヒチェヴァンの旗               |                | ナヒチェヴァン自治共和国     | ナヒチェヴァン | 414,900   | 5,500      | アゼルバイジャン | アゼルバイジャン人（99.1%）、その他（0.9%）（ロシア人、クルド人、グルジア人等）                                                                 |
| クラスノダール地方の旗           |                | クラスノダール地方           | クラスノダール | 5,226,647 | 76,000     | ロシア連邦       | ロシア人（88.3%）、アルメニア人（5.5%）、ウクライナ人（1.6%）、タタール人（0.5.%）、ギリシャ人（0.4%）、その他（3.5%）                          |
| スタヴロポリ地方の旗             |                | スタヴロポリ地方             | スタヴロポリ   | 2,786,281 | 66,500     | ロシア連邦       | ロシア人（80.9%）、アルメニア人（5.9%）、ダルギン人（1.8%）、ギリシャ人（1.2%）、ウクライナ人（1.1%）、ロマ（1.1%）、その他（6.5%）             |

## 民族

民族言語学的グループの一覧

母語とする言語によってコーカサスの主要な民族を分類すると以下のようになる。大まかにはロシア人が北コーカサス、それ以外の諸民族が南コーカサスおよび北コーカサスの最南部に住む。
コーカサス諸語系
- 南コーカサス語族（カルトヴェリ語族）
  - カルトヴェリ人
  - ミングレル人
  - ラズ人
  - スヴァン人
- 北西コーカサス語族（アブハズ・アディゲ語族）
  - アブハズ人
  - アバザ人
  - チェルケス人
    - アディゲ人
    - カバルド人
- 北東コーカサス語族（ナフ・ダゲスタン語族）
  - チェチェン人
  - イングーシ人
  - アヴァール人
  - ラク人
  - レズギン人

インド・ヨーロッパ語族系
- スラヴ語派
  - ロシア人
  - ウクライナ人
- インド・イラン語派
  - オセット人
- アルメニア語派
  - アルメニア人

テュルク諸語系
- 南西語群（オグズ語群）
  - アゼルバイジャン人
- 北西語群（キプチャク語群）
  - クミク人
  - カラチャイ人
  - バルカル人
  - ノガイ人

## 宗教
南コーカサスはナゴルノ・カラバフ共和国を除くアゼルバイジャンがイスラム教シーア派が大半を占める他はキリスト教が主流となっているが、ジョージアのアジャリア自治共和国はキリスト教徒が主流であるもののスンニ派イスラム教徒が比較的多くなっている。
一方、北コーカサスはイスラム教スンニ派が主流をなしているが、唯一北オセチア共和国ではキリスト教が主流となっている。また、北コーカサスにはロシア人などのスラブ系民族も多いため、キリスト東方正教も広く信仰されている他、無宗教も多い。チェチェン共和国とダゲスタン共和国、イングーシ共和国ではイスラム教が広く信仰されている。

## 歴史
この地域には人類が古くから住みついていたことが分かる証拠として、紀元前9500年ごろの金属器が発見されている。また、紀元前4000年ごろからのマイコープ文化やクラ・アラクセス文化（紀元前3500-2200年）の遺跡が発見され、大変多くの金属器が出土し、銅石器や青銅器文化であったことが分かった。
古代には南コーカサスにアルメニア人、グルジア人のキリスト教文化が栄え、北コーカサスではアゾフ海東岸・カスピ海西岸の草原地帯で興亡したキンメリア、スキタイ、フン、アヴァール、ハザールなどイラン系・テュルク系遊牧民の国家の支配下にあった。山岳地帯では先住のコーカサス諸語の話し手たちが居住しており、イラン系やテュルク系の人々と交じり合って文化的・人種的影響を受けつつ独自で多様な言語と文化を保った。
13世紀にモンゴル帝国軍が到来してジョチ・ウルスとイル・ハン国に分割され、14世紀以降はイスラム化が進んだ中央アジアのテュルク系遊牧民に代わるマムルークの供給源としてイスラム勢力との絶え間ない接触を続けた。
16世紀以降、南コーカサスはサファヴィー朝などのイラン勢力とオスマン帝国の争奪の場となり、1578年にオスマン・サファヴィー戦争のひとつララ・ムスタファ・パシャのコーカサス戦争が起こった。北コーカサスでは15世紀にジョチ・ウルスの勢力を継承したクリミア・ハン国やオスマン帝国が進出して支配を広げたが、17世紀以降、大コーカサス山脈北麓のステップ地帯からコサックを尖兵とするロシア帝国の影響力が浸透し始めた。
19世紀に入ると北コーカサスの併合を完了したロシアは大コーカサス山脈の南にまで勢力を伸ばし、南コーカサスを支配するカージャール朝イランとオスマン帝国からこの地方を奪った。同じ時期、北コーカサス東部の山岳地帯では、ミュリディズム運動と呼ばれるイスラム神秘主義のひとつナクシュバンディー教団の指導者たちを中心とする反乱が起こり、ロシア支配に激しく抵抗した（コーカサス戦争）。
ロシア革命が起こると、南コーカサスではアルメニア、グルジア（ジョージア）、アゼルバイジャンが1918年に独立を宣言するが、相互に対立を続けるうちに1921年に赤軍の侵攻を受け、1922年にザカフカース社会主義連邦ソビエト共和国を結成してソビエト連邦に合流した。北コーカサスでもチェチェンやダゲスタンで独立運動が起こるが赤軍によって赤化が進められ、ロシアに編入された。
1991年のソ連解体は、形式上連邦からの分離独立権を認めたソ連憲法に基づき南コーカサスの3共和国に独立を果たさせたが、北コーカサスの諸民族自治共和国はロシア連邦からの分離権を憲法によっても認められず、独立運動をロシア当局に押さえ込まれた。中でもチェチェン共和国は1991年に就任したジョハル・ドゥダエフ大統領のもとでソ連およびロシア連邦からの分離独立を宣言し、強硬姿勢を貫いたため、1994年よりロシア連邦軍の攻撃を受け、第一次チェチェン紛争が勃発した。以来、チェチェンを中心に戦乱、テロが続発し、北コーカサスはロシアの中でも特に不安定な地域になっている。一方、独立を果たした南コーカサス3国も、アゼルバイジャンとアルメニアのナゴルノ・カラバフ戦争などを原因として民主化の阻害と経済発展の停滞が著しく、問題が山積している。

## ギャラリー

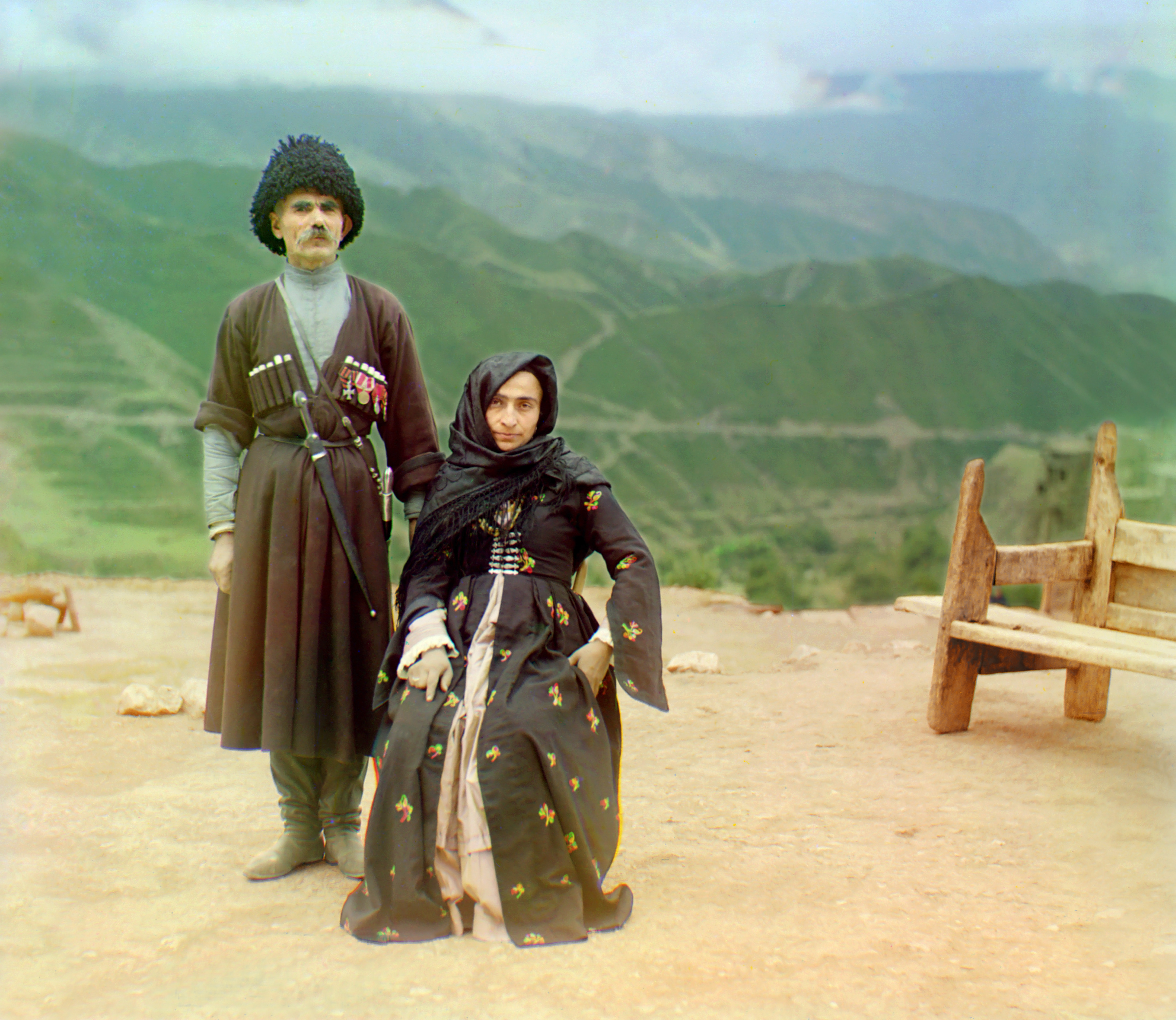
コーカサスの伝統的な民族衣装
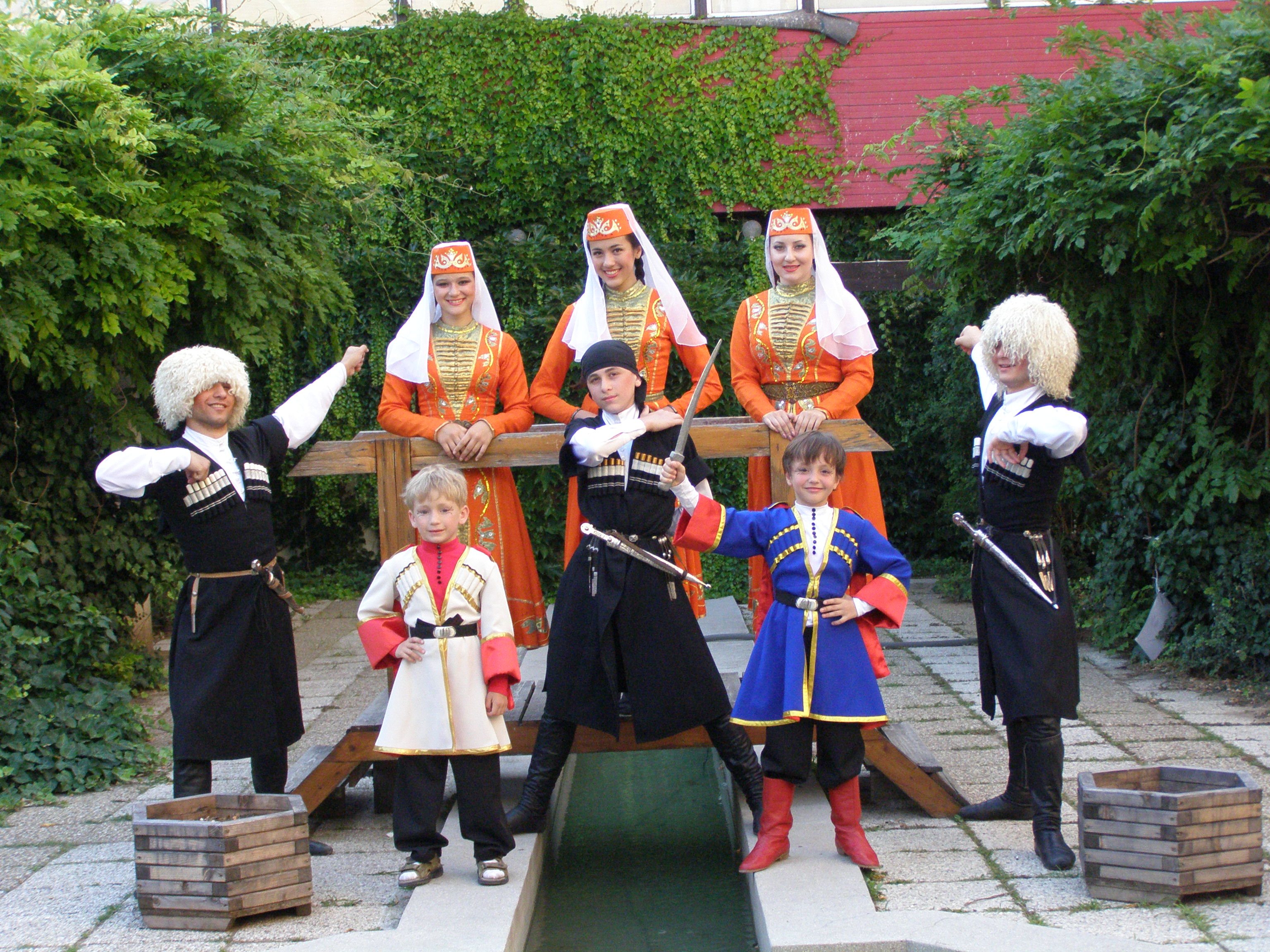
アディゲ人の伝統的な民族衣装